# Acon
Acon es una comuna francesa situada en la región de Alta Normandía, departamento de Eure, en el distrito de Évreux y Cantón de Nonancourt.

## Demografía
| 341 | 289 | 250 | 317 | 356 | 407 |
| Para los censos de 1962 a 1999 la población legal corresponde a la población sin duplicidades (Fuente: INSEE [Consultar]) |     |     |     |     |     |